# Рижская городская управа
Рижская городская управа — главный орган городской власти в Риге.
По существу представляла собой орган исполнительной власти в период существования Риги в качестве столицы Лифляндской губернии в Российской империи и в период независимой Латвийской республики межвоенного периода.

## Шестигласная дума
Городская управа была основана в 1787 в соответствии с царским указом императрицы Екатерины II, начавшей реформу городового положения в российских населённых пунктах. Основные принципы этой реформы были выражены государыней в Грамоте на права и выгоды городам Российской империи, изданной в 1785 году. В этот период управа носила официальное название Шестигласной думы. Фактически эта дума представляла собой исполнительный орган городского самоуправления, который функционировал в то десятилетие, когда в губернском центре Лифляндии благодаря политическим усилиям российской самодержицы действовало Рижское наместничество, сменившее феодально-аристократическую верхушку — Рижский магистрат, устроенный по принципу кооптирования (пожизненного избрания из самих себя) и состоявший из ограниченного круга выходцев из прибалтийско-немецких дворянских фамилий. Членов Шестигласной думы в соответствии с уставом прогрессивного Городового положения 1785 года избирала Общая дума сроком на три года. В Шестигласную думу традиционно в соответствии с принципами демократического устройства входили по одному представителю от каждого городского сословия, что существенно облегчало защиту экономических и политических интересов каждой из городских прослоек. Шестигласной думой руководил специально выдвигаемый из среды богатейших жителей города городской голова, первым из которых был избранный в ходе всеобщего голосования в октябре 1786 года богатый коммерсант Генрих Штраух, которому в соответствии с критерием имущественного ценза принадлежал капитал в десять тысяч рублей.
Три раза на протяжения «демократического десятилетия» в Риге проводились выборы этого исполнительного органа власти — в 1787, 1789 и 1794 годы. Все заседания проходили в рижской ратуше. Шестигласная дума ведала расходами и доходами городской кассы, сборами налогов и податей с населения разных сословий, исполняла административные функции, а также несла ответственность за снабжение продовольствием сельских округов Риги и за доставку товаров на склады и за состояние самих складских помещений. Также в ведении рижской Шестигласной думы находился весь имевшийся в то время жилой фонд трёх базовых рижских предместий — Московского, Петербургского и Митавского форштадтов. Шестигласная дума должна была заниматься и многими другими вещами — городскими путепроводами, мостами и дамбами, водопроводной системой Риги, конюшнями и хлевами в черте города, качеством городской крепостной системы и так далее. Единственное учреждение, которое имело полномочия рассматривать жалобы горожан на деятельность Шестигласной думы, был губернский магистрат.

## Новая городская управа
Однако после смерти Екатерины Великой наследник престола Павел Первый изменил сложившийся сравнительно демократический порядок и восстановил принципы аристократического правления в Риге, реанимировав рижский магистрат и вернув ему все полномочия и классовые привилегии. Следующего раза рижанам пришлось ждать до 1878 года, когда до Лифляндии дошло новое Городовое положение, разработанное и вступившее в силу в 1870 году, но в Риге ратифицированное и получившее официальную юридическую силу только через восемь лет. Рижский рат в торжественной обстановке провёл последнее символическое заседание и прекратил своё существование, а на его место пришла Городская управа. Её главные функции: ведение городской сметой и сбором налогов, контроль за исполнением ежегодных смет городского бюджета; на плечи депутатов городской управы ложилась вся ответственность за городское хозяйство. Непосредственно личный контроль за деятельностью Городской управы осуществляла Городская дума. Членов городской управы избирала та же Рижская городская дума сроком на четыре года; её председателем являлся городской голова (Stadtoberhaupt), пост которого был введён после многолетнего перерыва.
3 апреля 1878 года в Риге прошли первые выборы градоначальника, в которых участвовали 60 депутатов городской Думы. Главой города был избран представитель уважаемой рижской фамилии Роберт фон Бюнгнер. Он возглавлял Ригу до 1885 года.
Городская реформа 1892 года несколько изменила структурные особенности городской управы — официально её депутаты были приравнены к государственным чиновникам, что влекло за собой ряд значимых льгот, а также они должны были утверждаться в должности официальным представителем верховной власти в крае — губернатором, ставленником российской короны. Депутаты Рижской городской управы получали жалование за свой труд, размер которого устанавливался на специальных заседаниях «материнского» органа власти — Городской думы; до Первой мировой войны он являлся одним из самых высоких на территории Российской империи.
В основном до Февральской революции служба в городской управе оставалась в руках среднезажиточной прибалтийско-немецкой городской буржуазии, представители которой становились её членами исходя из строгих канонов имущественного ценза.

## Городская управа в Латвии
Сразу после окончания революционных событий в Латвии городская дума возобновила свою деятельность; она включала в себя на начальном этапе 7 — 11 членов. В 1921 году было установлено конкретное число депутатов управы — 10; через некоторое время их число было сокращено до семи.
В 1930 году была принята корректировка, касавшаяся потенциального окончания полномочий городской управы: если три четверти гласных высказывали недоверие деятельности этого исполнительного органа власти, то вся Городская управа обязана была незамедлительно всем коллективом подать в отставку. Эта поправка стала основополагающей в уставе нового проекта Городского самоуправления от 1930 года.
В 1934 году состоялся государственный переворот, в результате которого к власти пришёл бывший председатель временного правительства Латвии доктор сельскохозяйственных наук Карлис Ульманис. Тогда была упразднена Городская дума, а её функции на весь период авторитарного правления Ульманиса перешли к семи членам Рижской городской управы.
В 1940 году, после того, как летом состоялись процессы, в результате которых была провозглашена советская власть, Рижская городская управа сама была упразднена, а её функции перешли к новому органу исполнительной власти в городе — Рижскому горисполкому.

## Рижские градоначальники позднего периода действия городской управы[2]
- Людвиг Вильгельм Керковиус (1890—1901). Купец Первой гильдии, либерал и меценат. При нем в Риге завершено строительство Второго городского (русского) театра (ныне Национальный театр), построен Понтонный мост, на Бастионной горке появились каскад водопадов, альпинарий и домик для лебедей.
- Георг (Джордж) Армитстед (1901—1912). С его именем связан расцвет югендстиля в Риге, когда потребовалось срочно разрабатывать новые строительные правила и вводить норму, что дома на углу двух улиц должны венчать угловые башенки. Высота зданий была ограничена 21 метром. Началось массовое благоустройство и озеленение улиц, возник новый тип застройки — «город-сад» Кайзервальд (Межапарк). За 11 лет при Армитстеде были построены 16 общеобразовательных школ, водопровод из Балтэзерса в Ригу, Художественный музей, станция скорой помощи, открыт электрический трамвай и воздвигнут памятник Петру Великому.
- Вильгельм Роберт фон Бульмеринг (1913—1917). Был отправлен в ссылку в Сибирь командующим фронтом за отказ демонтировать и эвакуировать памятник Петру I.
- Пауль Гопф (1917—1918)
- Волдемар Пусуль (1919)
- Рудольф Эндрупс (1919)
- Симанис Бергис (1919)
- Густав Земгалс (1919—1920)
- Андрей Фриденбергс (1920—1921)
- Альфред Андерсонс (1921—1928). Получил в 1921 году городское хозяйство в таком упадке, что отказался даже от выделенного ему кучера с рессорной коляской, чтобы не платить ему сверхурочные из-за длинного рабочего дня, и использовал услуги извозчиков.
- Адам Криевиньш (1928—1931). При нём открыт Центральный рынок, строительство которого обошлось казне более чем в 5 миллионов латов.
- Хуго Целминьш (1931—1935). В его бытность в Риге построен памятник Свободы. После государственного переворота 1934 года Целминь был отстранен от власти и отправлен в послом в Берлин.
- Роберт Гарселис (1935—1936). Ничем не успел отметиться, так как скоропостижно скончался через 7 месяцев после избрания.
- Роберт Лиепиньш (1936—1940). Построив дом Рижского Латышского общества, знаменитую «Мамулю», мэр жестоко уничтожал старинные постройки, например, был снесён целый квартал исторических зданий в Старой Риге, чтобы построить Министерство финансов на ул. Смилшу. Снесли также неоготический фронтон Пороховой башни и застройку южной части Домской площади.
- Янис Пупурс (1940)
- Адольф Эрмсонс (1940)